# Николаев, Аркадий Фёдорович
Аркадий Фёдорович Никола́ев (1914—1987) — ведущий испытатель, руководитель группы дорожных испытаний автомобилей на Горьковском автомобильном заводе, первый испытатель ГАЗ-ГЛ-1 — первого советского гоночного автомобиля.

## Биография
Родился в 1914 году в селе Великий Враг (ныне Кстовский район, Нижегородская область).
Доктор технических наук, профессор.
Умер 14 марта 1987 года. Похоронен в Горьком на кладбище «Марьина роща»

## Награды и премии
- орден Ленина (1958) — за покорение Полюса относительной недоступности
- орден Октябрьской революции
- Сталинская премия третьей степени (1950) — за создание нового механизма для сооружения линии связи (на базе ГАЗ-67)
- Почётный полярник СССР
- заслуженный деятель науки и техники РСФСР